# Lémini
Lémini est une localité située dans le département de Bourasso de la province de la Kossi dans la région de la Boucle du Mouhoun au Burkina Faso.

## Santé et éducation
Le centre de soins le plus proche de Lémini est le centre de santé et de promotion sociale (CSPS) de Bourasso.